# باب سريجة
باب سريجة أحد أبواب دمشق القديمة يقع في منطقة القنوات في دمشق في حي باب سريجة بين منطقة باب الجابية وشارع خالد ابن الوليد فهو واحدمن بوابات دمشق الأربع(باب الصالحية وباب مصلى وباب الميدان وباب سريجة)المضافة لبواباتها الثماني الرئيسة القديمة، وهي باب شرقي و باب توما وباب الجابية و باب كيسان و باب الفراديس و باب الصغير و باب الفرج وباب السلام.

## السوق

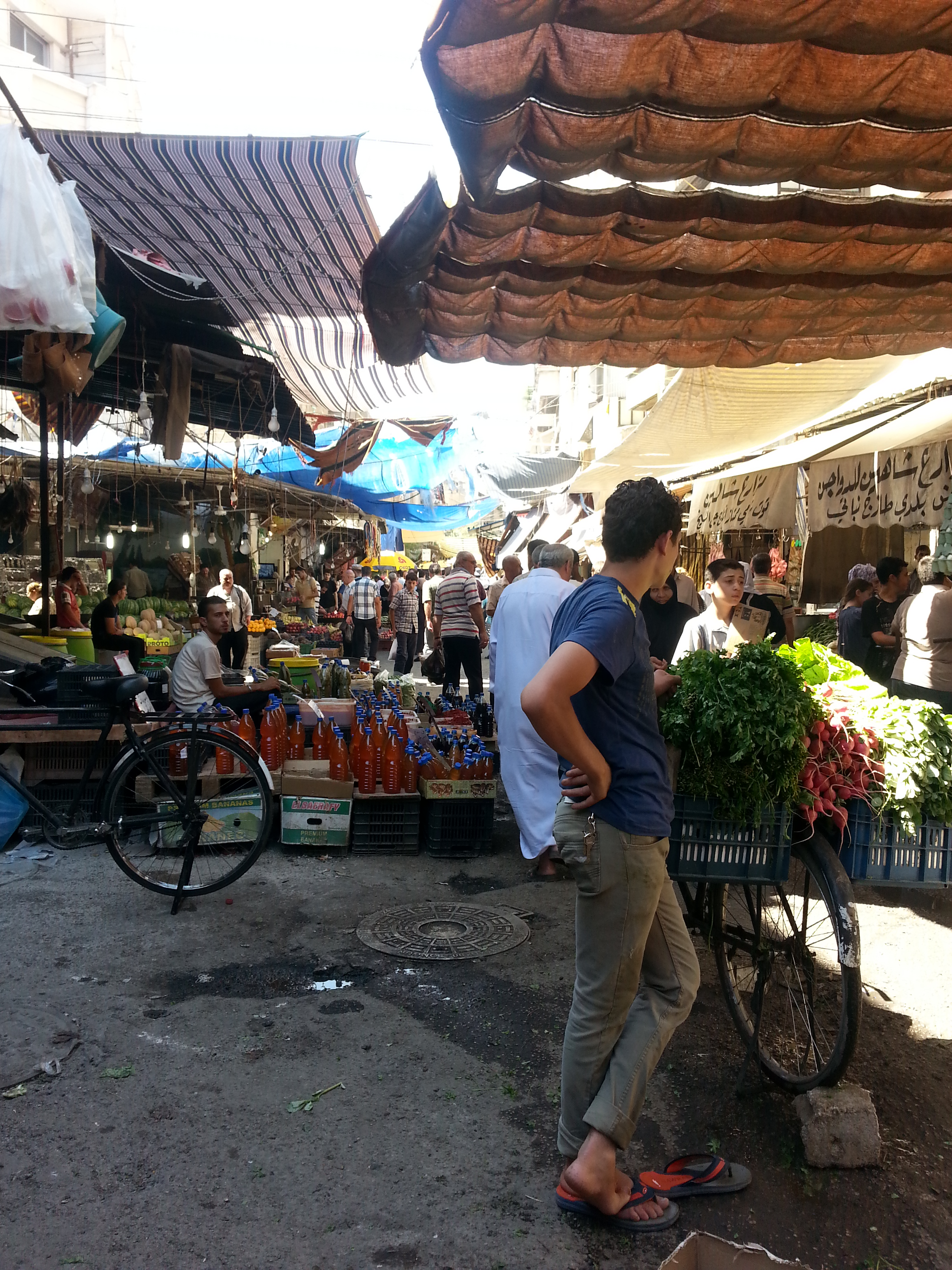
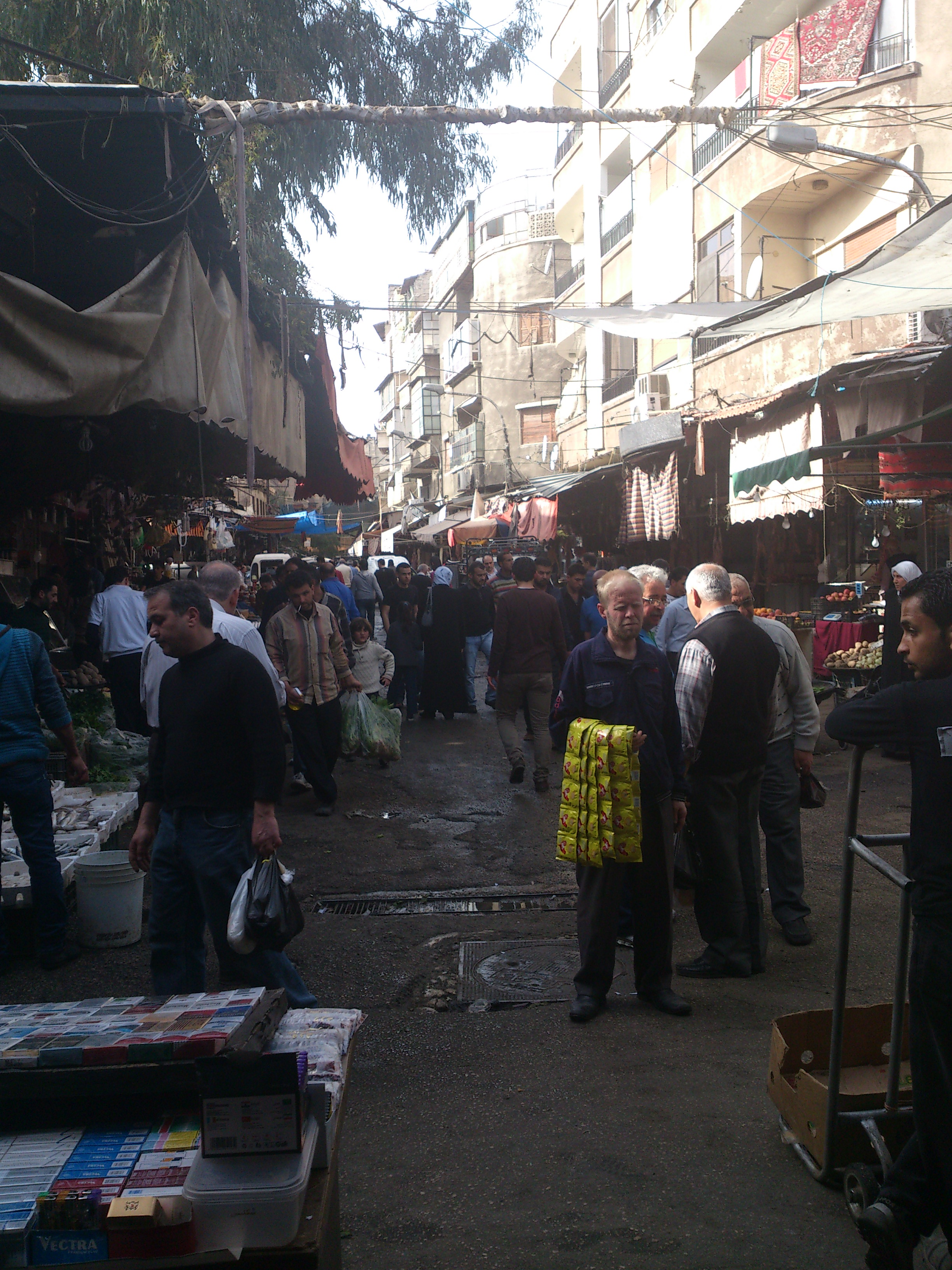